# 바누아투의 재외공관 목록

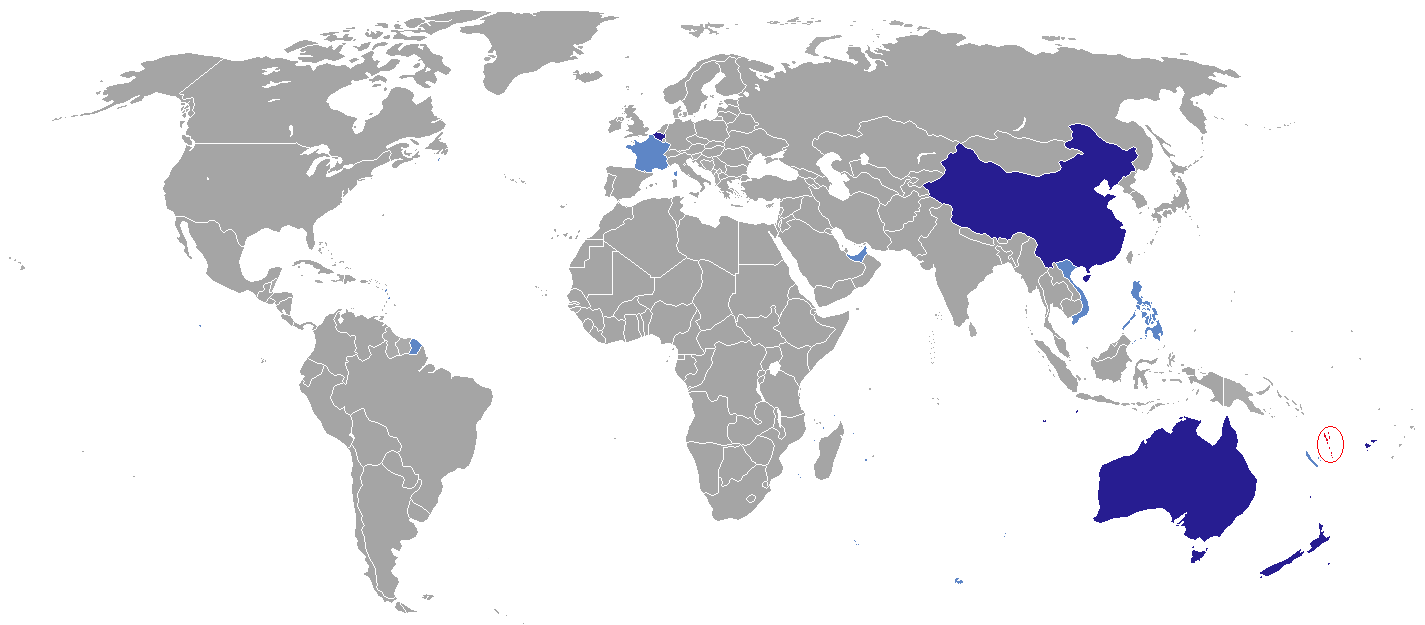
각국에 설치된 바누아투 재외공관:
바누아투
대사관
영사관

바누아투의 재외공관 목록은 바누아투 주재 대사관과 고등판무관 사무소를 각국에 상주시켜 놓는 것을 의미하며, 바누아투의 재외공관을 나열한 목록이다.

## 아시아·아프리카
- 중화인민공화국 : 베이징시 (대사관)
- 모로코 : 라바트 (대사관)

## 유럽
- 프랑스 : 누메아 (총영사관)
- 벨기에 : 브뤼셀 (대사관)

## 오세아니아
- 오스트레일리아 : 캔버라 (고등판무관 사무소)
- 뉴질랜드 : 오클랜드 (총영사관)

## 대표부
- UN 바누아투 정부 대표부 : 뉴욕

## 같이 보기
- 바누아투 주재 외국공관 목록